# Пар сати
Пар сати је тринаести студијски албум певачице Снеки Бабић, издат 2005. године, и једини албум ове певачице објављен за Гранд продакшн. Такође попут претходног албума Хајмо јово наново, драстична је промена у звуку њене музике, и за разлику од старијих народњачких албума спада у жанр турбофолка.

## Списак песама
| №  | Назив                 | Текст             | Музика            | Трајање |  |
| 1. | Пар сати              | Бане Опачић       | Бане Опачић       |         |  |
| 2. | Невера                | Бане Опачић       | Бане Опачић       |         |  |
| 3. | Мала                  | Бане Опачић       | Бане Опачић       |         |  |
| 4. | Како ти се зове       | Влада и Чарли 013 | Влада и Чарли 013 |         |  |
| 5. | Признајем             | Пеђа Меденица     | Пеђа Меденица     |         |  |
| 6. | Дадиља                | Влада и Чарли 013 | Влада и Чарли 013 |         |  |
| 7. | Туга без рока трајања | Бане Опачић       | Бане Опачић       |         |  |
| 8. | Нитков                | М. Александар     | Енес Маврић Енџи  |         |  |